# Ливенцовська фортеця
′
Ливенцовська (Левенцовська) фортеця — укріплення, збудоване племенами північнокавказької культури в XVII столітті до н. е. Є частиною Ливенцовського археологічного комплексу, який розташовується між селищами Каратаво і Левенцовський в Радянському районі міста Ростов-на-Дону, на правому березі річки Мертвий Донець. Фортифікаційне укріплення бронзової доби виявили археологи в 1950-х роках. У 1977 році залишки однієї з найдавніших фортець Східної Європи рішенням ростовського виконкому визнали об'єктом культурної спадщини місцевого значення.

## Історія

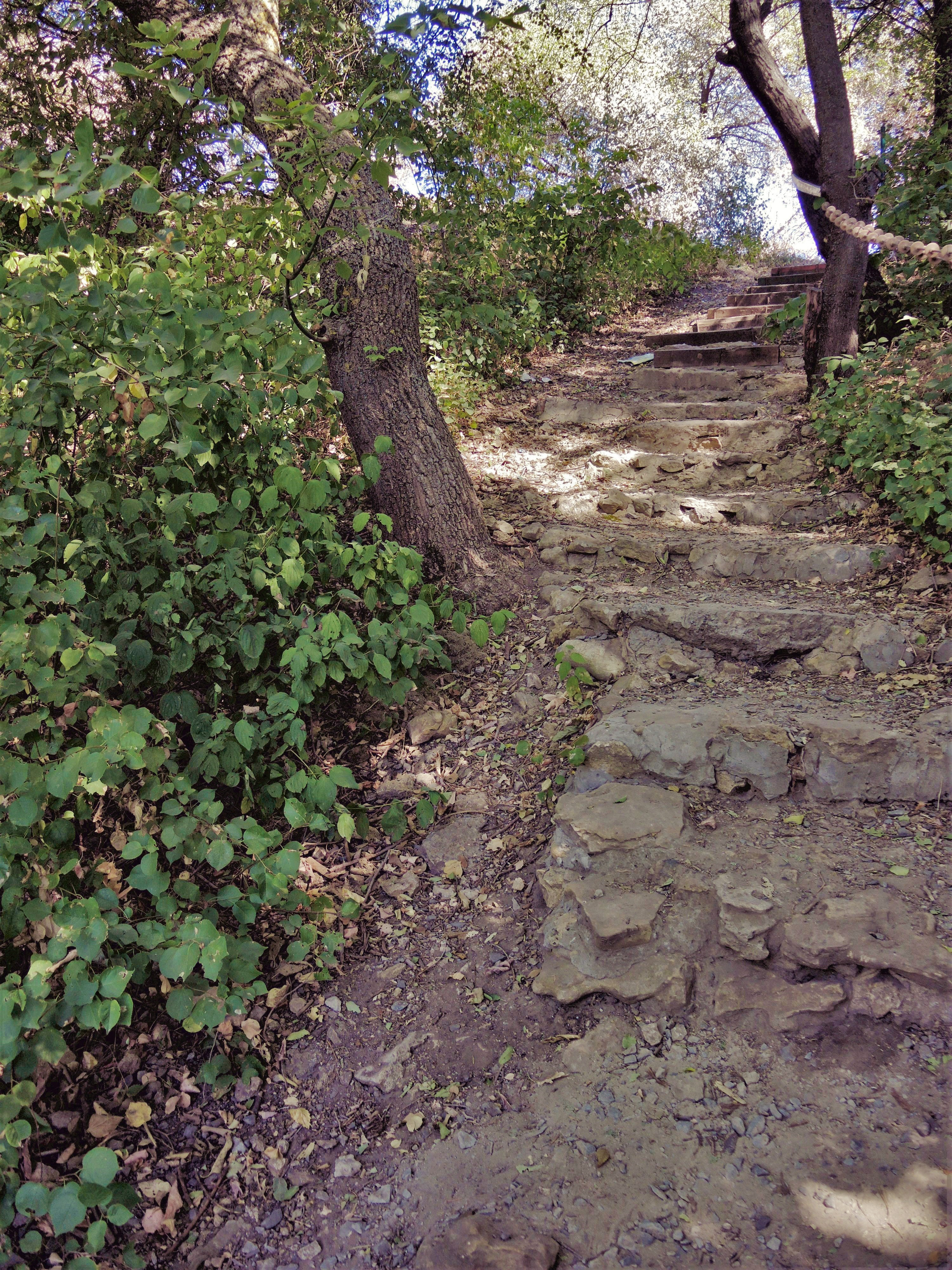
Залишки сходів з Ливенцовської фортеці

Численні археологічні знахідки біля берегів Дону свідчать про те, що люди населяли ці землі приблизно з енеоліту (мідної доби). Тут здавна був м'який клімат, зручне географічне розташування, а також достаток риби і м'яса — на Дону паслися стада бізонів, шерстистих носорогів і мамонтів. У той час ще не закінчився останній льодовиковий період. Люди жили на цій території величезними племенами, оскільки набагато легше було прогодуватися спільно. Знаряддя праці вони виготовляли з тонких пластин кременя, які відділялися від більших шматків (нуклеусів). Потім пластини обробляли дерев'яними або кістяними інструментами — притупляли краї, сколювали тонкі луски — так робили голки, списи, кинджали та ножі.
У період бронзової доби (XXXIII—XIII/XI ст. до н. е.) на околиці нинішнього Ростова-на-Дону були розташовані фортечні споруди, що датуються третім тисячоліттям до нашої ери. Про культуру поселенців відомо мало, виявлено лише кілька амфор. Тут мешкали арійці, але одного разу їх фортеця не витримала набігу ворогів і вони пішли в Середню Азію.

## Опис
Археологічний комплекс виник у 1920-х роках, під час робіт північнокавказької археологічної експедиції державної академії історії матеріальної культури під керівництвом Олександра Міллера. Дослідження комплексу тривали протягом багатьох десятиліть і тривають донині. Конкретно Ливенцовська фортеця була виявлена вже пізніше, в 1950-х роках, що викликало сенсацію у світових науково-історичних колах. Вважається, що цей архітектурний пам'ятник був побудований на кілька сотень років раніше Трої. Таким чином виходить, що Ливенцовська фортеця є найстарішою фортецею у всій Східній Європі.
Павло Ларенок, начальник археологічної експедиції Всеросійського товариства охорони пам'яток історії та культури:

Розкопана лише невелика частина цієї фортеці. Сама фортеця — це частина великого археологічного комплексу, який займає площу 8 гектарів, до якого входять поселення мідно-кам'яного віку і закінчуючи середньовіччям — великий некрополь бронзового століття, скіфські поселення з похованнями.

На території археологічного комплексу збереглися залишки стін, складених з бутового каменю, рови та частина будівель всередині фортеці. Також знайдено сотні наконечників стріл, якими стріляли в захисників. У фортеці були кургани і ґрунтові могильники. Довжина Ливенцовської фортеці по периметру становила 280 метрів. Відомо, що територію комплексу досліджено лише на чверть.
У пресі називається «найдавнішою фортецею Європи», «Донською Троєю».
Територія фортеці нині перебуває в жалюгідному стані. Ростовські краєзнавці та історики розробили проєкт відродження Ливенцовської фортеці, що передбачає створення археологічного парку просто неба, призначеного для екскурсійно-туристичного відвідування. Для цього спочатку необхідно встановити межі території Ливенцовського археологічного комплексу. Це пов'язано зі спробами межування території для господарської діяльності та використання місцевими жителями для несанкціонованих звалищ сміття і ґрунтових доріг, які завдають шкоди схоронності пам'яток археології.
Оскільки археологічний комплекс перебуває у федеральній власності, влада Ростова-на-Дону не має права виділяти гроші на його утримання, а федеральна влада також не фінансує. Частина комплексу була перетворена на звалище місцевими жителями. Є припущення про те, що місцеві жителі також могли розібрати залишки споруд для дачних потреб, або ж ці фрагменти насправді були наново поховані радянськими археологами.

## Правовий спір
У 2012 році територія фортеці була віддана під будівництво котеджного селища. Після низки звернень громадськості до різних інстанцій у 2012 році прокуратура Радянського району Ростова-на-Дону звернулася до суду з позовною заявою, вимагаючи визнати реєстрацію права власності на 37 ділянок незаконною, а договори купівлі-продажу недійсними. Навесні 2013 року суд визнав передачу землі незаконною.